# Semecarpus venenosus
Semecarpus venenosus är en sumakväxtart som beskrevs av Volk.. Semecarpus venenosus ingår i släktet Semecarpus och familjen sumakväxter. Inga underarter finns listade i Catalogue of Life.